# Cecilia G. de Guilarte
Cecilia García de Guilarte (conocida como Cecilia G. de Guilarte), (Tolosa (Guipúzcoa) 20 de diciembre de 1915– ibíd., 4 de julio de 1989) fue una escritora española que se desempeñó como periodista, novelista, dramaturga, ensayista y profesora universitaria. 

## Biografía
Cecilia García de Guilarte nació en 1915 en Tolosa, en el seno de una familia obrera, siendo una de los cuatro hijos de Faustino García y Bernarda Guilarte Rodríguez. Cecilia heredó sus primeras afinidades ideológicas con el movimiento libertario de su padre, militante de la Confederación Nacional del Trabajo (CNT), que trabajaba en la Papelera Española de Tolosa, donde años más tarde ella trabajaría como obrera. Por otro lado, debido a los deseos de su madre, recibió una educación religiosa que desembocó en un "humanismo cristiano y socialista". Su formación literaria y periodística fue autodidacta. Incursionó a muy temprana edad en el periodismo y con tan solo once años de edad publicó su primer escrito en una revista de Barcelona.
Tras el estallido de la guerra civil española se convirtió en una de las primeras corresponsales de guerra, cubriendo el Frente Norte del País Vasco. Sus crónicas se publicaron en los periódicos Frente Popular, El Liberal y CNT del Norte.
En el año 1939 se exilió en Francia y posteriormente, en 1940, partió al exilio en México, donde permaneció hasta su retorno a España en 1963. Fue redactora-jefe de la revista El Hogar editada en México Distrito Federal entre 1941 y 1949. Vivió en Hermosillo donde fue directora de la revista Universidad de Sonora e impartió en dicha universidad clases de Historia del Arte e Historia del Teatro. Colaboró también  con las revistas culturales del exilio vasco, como Guernika, Tierra Vasca, Boletín del Instituto Americano de Estudios Vascos y Euzko-Deya.
Regresó a España en 1963 donde sintió un segundo exilio. Colaboró con La Voz de España en San Sebastián, donde publicó una serie de artículos autobiográficos bajo los títulos de Los años de las verdes manzanas y Un barco cargado de…  Quedó como finalista del Premio Planeta en 1968 con su obra Todas las vidas y fue acreedora del Premio Águilas (1969) por su novela Cualquiera que os dé muerte.
Falleció el 4 de julio de 1989 a causa de un infarto.
Fue socia fundadora del Ateneo Español de México.

## Obra

### Novela y novela corta
- Mujeres (Barcelona, 1935)
- Locos y vencidos (Barcelona, 1935)
- Rosa del rosal cortada (San Sebastián, 1936)
- Los claros ojos de Ignacio (1936)
- Camino del corazón (México, 1942)
- Orgullo de Casta (México, 1942)
- Nació en España (México, 1944)
- Contra el dragón (México, 1954)
- Cualquiera que os dé muerte (Barcelona, 1969)
- La soledad y sus ríos (Madrid, 1975)
- Traslados sin novedad (inédita)
- Una pizca de esperanza (inédita)
- Los nudos del quipu (Sevilla, 2015)
- El naufragio de un barquito de papel (inédita)

### Recopilación de artículos
- Un barco cargado de... (San Sebastián, 2001)

### Teatro
- La trampa (México, 1958)
- Trilogía dramática ((Dramas: El camino y la cruz, Contra el dragón y La trampa) (San Sebastián, 2001)

### Ensayo biográfico
- Sor Juana Inés de la Cruz. Claro en la selva. (1958)
- El padre Hidalgo, libertador. (1958)
- Juana de Asbaje, la monja almirante. (1970)